# Hypoblemum
Hypoblemum Peckham & Peckham, 1886 è un genere di ragni appartenente alla famiglia Salticidae.

## Distribuzione
Le due specie oggi note di questo genere sono state reperite in Australia e nella Nuova Zelanda.

## Tassonomia
Gli esemplari finora raccolti delle due specie sono maschi; un esemplare femmina, non identificato con certezza, sarebbe stato descritto dall'aracnologo Zabka nel 1989.
A dicembre 2010, si compone di due specie:
- Hypoblemum albovittatum (Keyserling, 1882) — Queensland, Nuova Zelanda
- Hypoblemum villosum (Keyserling, 1883)[2] — Nuovo Galles del Sud